# Jochumhof
De Jochumhof is een botanische tuin (hortus botanicus) in het Venlose kloosterdorp Steyl in de provincie Limburg. Het beheer van de tuin is sinds 2006 ondergebracht bij de stichting Botanische tuin Jochumhof, de tuin wordt geheel onderhouden door vrijwilligers (35 FTE). De tuinen staan sinds 2007 op de gemeentelijke monumentenlijst. Naast het bekijken van de tuin, kan men ook gebruik maken van het restaurant welke in de botanische tuin is gelegen.

## Geschiedenis van de botanische tuin

### Het landhuis De Rijk
Voordat Steyl een kloosterdorp werd, was het al een overslagplaats voor mergel, wijn, textiel en andere producten voor het Duitse achterland. Vanuit de Maashaven, die ten zuiden van de tegenwoordige Jochumhof lag, werd de mergel en andere goederen vanuit de boot op paardenkarren (later goederentreinen) overgeladen. Steyl werd door deze ligging een koopmansdorp. Handelslieden vergaarden hier veel geld en lieten er riante villa's bouwen. Een deel van de Jochumhof ligt op het landgoed van de koopmansfamilie De Rijk, die hier een groot landhuis lieten bouwen. Het landhuis De Rijk zelf werd gebouwd in 1799, het lag op de plek van de huidige woonwijk Sequoiahof. Dit was het gebouw dat in 1889 werd gekocht door Arnold Janssen en verbouwd tot klooster. Het enige dat aan het landhuis herinnert zijn enkele monumentale bomen en de oude wagenschuur.

### Arnold Janssen en Peter Jochum
In 1889 werd dit landhuis gekocht door de welgestelde pater Arnold Janssen, de stichter van het kloosterdorp Steyl. Het oude landhuis werd enkele keren verbouwd en fungeerde tot ver in de twintigste eeuw als onderdak voor de priesteropleiding. In de achtertuin van het zogenaamde 'Gezellenhuis' startte pater Peter Jochum in 1933 een botanische tuin, ter ondersteuning van het biologieonderwijs op de priesteropleiding. Pater Jochum werd geboren in 1890 in Schiffweiler, in de Eifel. In 1926 kwam hij naar Steyl om les te geven aan de priesteropleiding. Hij doceerde verschillende vakken, waaronder biologie. Vanaf 1933 begon hij samen met studenten aan de aanleg van de oorspronkelijke botanische tuin. In 1971 werd het werk van Pater Jochum overgenomen door een stichting en werd de tuin naar Peter Jochum vernoemd. In 1973 werden de heemtuin en de kruidentuin aangelegd; in 1978 de Tiglientuin. Pater Jochum overleed in 1979 en is begraven op de begraafplaats van het klooster.

### Recente geschiedenis
In 2006 besloten vier ondernemers om de botanische tuin van Steyl over te nemen van het klooster en weer nieuw leven in te blazen. Op dat moment ging het tuinencomplex gebukt onder een schuldenlast en trok het nog nauwelijks bezoekers. De vier initiatiefnemers schreven een 'reddingsplan' en leenden veel geld om dit plan waar te maken. Na 5 maanden verbouwen opende de Jochumhof opnieuw haar poorten. Het onderhoud wordt verricht door een team vrijwilligers uit Steyl, Tegelen en omgeving.

## De tuinen
Tegenwoordig bestaat de botanische tuin uit een zestal thematuinen en een kas, te weten:
- Landhuistuin
- Tiglientuin
- Geurtuin
- Rotstuin
- Heemtuin
- Kruidentuin
- Mediterrane kas

### De landhuistuin
Dit is het oudste deel van de tuinen. Ooit onderdeel van het landhuis De Rijk, later omgevormd tot kloostertuin van het Missiehuis St. Michaël. Sinds deze metamorfose heeft de landhuistuin een andere padenstructuur en wordt ook wel het paterspark genoemd. Dit deel van de tuinen is ommuurd met oude kloostermuren. Er staat een wagenschuur uit het begin van de 19e eeuw met enkele monumentale bomen, zoals de tulpenboom, de Hollandse linde en een witte paardenkastanje.
De oorspronkelijke wagenschuur had een open voorgevel. Vier boogvormige openingen waren bedoeld als stalling voor wagens. In de kloosterperiode maakte de wagenschuur deel uit van het Gezellenhuis en werd het diverse malen ingrijpend verbouwd.

### De Tiglientuin
In 1907 onderzocht het biologen-echtpaar Reid de Tiglien-fossielen uit de plaatselijke kleigroeven. Zij vergeleken de planten en bomen uit dat tijdperk met de huidige flora in de wereld. Reid maakte een overzicht van alle plantensoorten die in het Tiglien voorkwamen en nu nog bestaan. Deze lijst van 120 soorten vormde de basis voor de Tiglientuin. Vanuit de hele wereld werden planten en zaden aangevoerd om een plantencollectie uit het Tiglien te vormen. Groot voordeel was dat het klimaat van het Tiglien vergelijkbaar was met het huidige klimaat. Enkele van de soorten die hier te vinden zijn: winterlinde, pimpernoot, hulst en vleugelnoot.
Tijdens het Tiglien heerste in deze omgeving een vochtig klimaat en was er sprake van een weelderige begroeiing en een grote diversiteit van diersoorten. Voorbeelden van exotische plantensoorten zijn: de Indische rubberboom, de Spaanse aak, de vleugelnoot en de cipres. Het Tiglien eindigde toen het kouder werd, hoewel veel exotische planten- en diersoorten zich nog lang konden handhaven. Pas na een aantal opeenvolgende ijstijden verdwenen deze soorten definitief.

### De rotstuin
Hier begon Pater Jochum zijn oorspronkelijke botanische tuin. Met stenen uit de Tegelse kleigroeves en planten uit Zuid-Duitsland en Noord-Italië startte hij de aanleg van een tuin om studenten op de priesteropleiding plantkunde bij te brengen. Later kwamen er ook planten uit andere werelddelen in dit tuingedeelte terecht. De structuur van de tuin is sinds 1934 vrijwel ongewijzigd gebleven. De padenstructuur is hetzelfde gebleven en vrijwel alle bomen en heesters uit die tijd staan er nog, waaronder de storaxboom, dwergmispel, levensboom, bergden, spaanse zilverspar en japanse notenboom.

### De heemtuin
In de heemtuin is een verzameling van vrijwel alle in het Noord-Limburgse landschap voorkomende inheemse planten. Ook vinden we hier op een geringe oppervlakte alle typen landschappen die in Noord-Limburg te vinden zijn.

### De kruidentuin
Vroeger kweekten kloosters alle groenten én kruiden zelf. De kruidentuin van de Jochumhof is gebaseerd op deze oude kloosterkruidentuinen. De kruidentuin ligt in het paterspark, tegenover het oude koetshuis en te midden van de kloostergebouwen, omringd door de kloostermuur. Hier zijn onder andere medicinale kruiden, keukenkruiden en verschillende uiensoorten te vinden.

### De mediterrane kas
In 1962 werd de kas, die bij een voormalige boerderij op het landgoed stond, bij de tuin betrokken. De kas was ooit bedoeld voor het kweken van groenten voor het klooster, maar werd later ingericht met tropische en subtropische planten. De overstromingen van 1993 en 1995 hebben de oude plantencollecties vernield en sindsdien is het een mediterrane kas met bijzondere soorten als een grote zuilcactus, bolcactus en succulenten. Verder bestaat de mogelijkheid tot het kopen van cactussen en vetplanten in de kleine winkel, welke is ingericht in de kas.